# Friedrich Noelle

Friedrich Noelle um 1865

Friedrich Carl August Noelle (* 12. August 1808 in Hameln; † 28. Mai 1873 in Osnabrück) war ein Pädagoge und Gründer der ersten Handelsschule in Osnabrück.

## Leben
Noelle wurde in Hameln als Sohn eines Lehrers geboren. Nach dem Besuch des Lehrerhauptseminars in Hannover nahm er die Stelle eines Hauslehrers in Luxemburg an. Danach war er in gleicher Funktion in Rheine und zuletzt bei dem Landrat Justus Lodtmann auf Harderburg tätig, ehe er 1831 als Elementarlehrer am Ratsgymnasium in Osnabrück angestellt wurde. Seine Aufgabe als sog. Hilfslehrer bestand darin, die Sexta und die Quinta in Deutsch, Naturgeschichte, praktischem Rechnen und Gesang zu unterrichten. Außerdem musste er einige Stunden morgens und abends Handlungsgehilfen unterrichten. In der Kaufmannschaftschaft bestand der Bedarf nach einer adäquaten Ausbildung des Nachwuchses, die die Gymnasien in der damaligen Form nicht boten. So gründete Noelle 1838 mit Hilfe der Landdrostei und Unterstützung der Osnabrücker Kaufleute eine Schule für Handelslehrlinge. Zuerst  arbeitete er noch parallel am Ratsgymnasium, ehe er diese Tätigkeit 1845 einstellte. Die später sog. Noellesche Handelsschule bestand als höhere Handelslehranstalt mit Internat 100 Jahre lang bis 1939 auf dem Gelände zwischen Kleiner Domsfreiheit und Schwedenstraße. Noelle war in seiner Lebenszeit eine stadtbekannte Persönlichkeit, insbesondere um 1848 gehörte er zu den führenden Demokraten Osnabrücks.